# Cryphaea pilifera
Cryphaea pilifera är en bladmossart som beskrevs av Mitten 1869. Cryphaea pilifera ingår i släktet Cryphaea och familjen Cryphaeaceae. Inga underarter finns listade i Catalogue of Life.